# Wereldkampioenschappen schoonspringen 2025 – 10 meter toren vrouwen
Het schoonspringen vanaf de tienmetertoren voor vrouwen tijdens de wereldkampioenschappen schoonspringen 2025 vond plaats op 30 en 31 juli 2025 in het OCBC Aquatic Centre in Singapore.

## Uitslag
Finalisten zijn de eerste 12 genoemde deelnemers, aangegeven met groen.
Halvefinalisten zijn de 6 daaropvolgende deelnemers, aangegeven met blauw.
| Rang   | Naam                      | Land                   | Voorronde | Voorronde | Halve finale  | Halve finale  | Finale        | Finale        |
| Rang   | Naam                      | Land                   | Punten    | Rang      | Punten        | Rang          | Punten        | Rang          |
| ------ | ------------------------- | ---------------------- | --------- | --------- | ------------- | ------------- | ------------- | ------------- |
| Goud   | Chen Yuxi                 | China                  | 396,50    | 1         | 394,65        | 1             | 430,50        | 1             |
| Zilver | Pauline Pfeif             | Duitsland              | 310,95    | 4         | 340,75        | 3             | 367,10        | 2             |
| Brons  | Xie Peiling               | China                  | 337,50    | 2         | 317,50        | 4             | 358,20        | 3             |
| 4      | Katelyn Fung              | Canada                 | 285,20    | 12        | 314,80        | 5             | 343,20        | 4             |
| 5      | Ellie Cole                | Australië              | 305,70    | 8         | 312,00        | 6             | 340,00        | 5             |
| 6      | Jo Jin-mi                 | Noord-Korea            | 323,50    | 3         | 348,10        | 2             | 338,00        | 6             |
| 7      | Ekaterina Beliaeva        | Neutrale vlag          | 308,70    | 5         | 293,00        | 10            | 335,10        | 7             |
| 8      | Bayleigh Cranford         | Verenigde Staten       | 302,45    | 10        | 310,15        | 8             | 329,50        | 8             |
| 9      | Sarah Jodoin Di Maria     | Italië                 | 267,85    | 18        | 292,30        | 11            | 317,90        | 9             |
| 10     | Rin Kaneto                | Japan                  | 306,25    | 6         | 305,70        | 9             | 306,20        | 10            |
| 11     | Ella Roselli              | Verenigde Staten       | 292,50    | 11        | 311,80        | 7             | 290,20        | 11            |
| 12     | Alejandra Estudillo       | Mexico                 | 304,80    | 9         | 281,40        | 12            | 288,70        | 12            |
| 13     | Maisie Bond               | Verenigd Koninkrijk    | 305,80    | 7         | 271,30        | 13            | Uitgeschakeld | Uitgeschakeld |
| 14     | Else Praasterink          | Nederland              | 279,05    | 15        | 266,65        | 14            | Uitgeschakeld | Uitgeschakeld |
| 15     | Moon Na-yun               | Zuid-Korea             | 280,00    | 14        | 262,40        | 15            | Uitgeschakeld | Uitgeschakeld |
| 16     | Yulia Timoshinina         | Neutrale vlag          | 273,25    | 16        | 246,95        | 16            | Uitgeschakeld | Uitgeschakeld |
| 17     | Ainslee Kwang             | Singapore              | 285,00    | 13        | 242,35        | 17            | Uitgeschakeld | Uitgeschakeld |
| 18     | Abigail González          | Mexico                 | 271,10    | 17        | 228,50        | 18            | Uitgeschakeld | Uitgeschakeld |
| 19     | Sofiya Lyskun             | Oekraïne               | 255,95    | 19        | Uitgeschakeld | Uitgeschakeld | Uitgeschakeld | Uitgeschakeld |
| 20     | Anisley García            | Cuba                   | 251,75    | 20        | Uitgeschakeld | Uitgeschakeld | Uitgeschakeld | Uitgeschakeld |
| 21     | Ana Carvajal              | Spanje                 | 249,70    | 21        | Uitgeschakeld | Uitgeschakeld | Uitgeschakeld | Uitgeschakeld |
| 22     | Valeria Antolino          | Spanje                 | 249,00    | 22        | Uitgeschakeld | Uitgeschakeld | Uitgeschakeld | Uitgeschakeld |
| 23     | Victoria Garza            | Dominicaanse Republiek | 246,80    | 23        | Uitgeschakeld | Uitgeschakeld | Uitgeschakeld | Uitgeschakeld |
| 24     | Jade Gillet               | Frankrijk              | 246,35    | 24        | Uitgeschakeld | Uitgeschakeld | Uitgeschakeld | Uitgeschakeld |
| 25     | Juliana Giron             | Colombia               | 245,45    | 25        | Uitgeschakeld | Uitgeschakeld | Uitgeschakeld | Uitgeschakeld |
| 26     | Maggie Grey               | Australië              | 243,60    | 26        | Uitgeschakeld | Uitgeschakeld | Uitgeschakeld | Uitgeschakeld |
| 27     | Kate Miller               | Canada                 | 242,05    | 27        | Uitgeschakeld | Uitgeschakeld | Uitgeschakeld | Uitgeschakeld |
| 28     | Ko Hyeon-ju               | Zuid-Korea             | 241,95    | 28        | Uitgeschakeld | Uitgeschakeld | Uitgeschakeld | Uitgeschakeld |
| 29     | Lee Yiat Qing             | Maleisië               | 240,20    | 29        | Uitgeschakeld | Uitgeschakeld | Uitgeschakeld | Uitgeschakeld |
| 30     | Emily Hallifax            | Frankrijk              | 228,10    | 30        | Uitgeschakeld | Uitgeschakeld | Uitgeschakeld | Uitgeschakeld |
| 31     | Giovanna Pedroso          | Brazilië               | 222,30    | 31        | Uitgeschakeld | Uitgeschakeld | Uitgeschakeld | Uitgeschakeld |
| 32     | Mariana Osorio            | Colombia               | 217,45    | 32        | Uitgeschakeld | Uitgeschakeld | Uitgeschakeld | Uitgeschakeld |
| 33     | Marysia Łukaszewicz       | Polen                  | 206,45    | 33        | Uitgeschakeld | Uitgeschakeld | Uitgeschakeld | Uitgeschakeld |
| 34     | Nicoleta Angelica Muscalu | Roemenië               | 175,15    | 34        | Uitgeschakeld | Uitgeschakeld | Uitgeschakeld | Uitgeschakeld |
| 35     | Shravani Suryawanshi      | India                  | 146,40    | 35        | Uitgeschakeld | Uitgeschakeld | Uitgeschakeld | Uitgeschakeld |
| 36     | Alisa Zakaryan            | Armenië                | 145,60    | 36        | Uitgeschakeld | Uitgeschakeld | Uitgeschakeld | Uitgeschakeld |
| 37     | Palak Sharma              | India                  | 132,10    | 37        | Uitgeschakeld | Uitgeschakeld | Uitgeschakeld | Uitgeschakeld |